# Urvalsrisk
Urvalsrisk (engelska: Sampling risk) är inom revision risken som uppstår då revisorn väljer olika objekt i sitt urval och dessa inte representerar den testade populationen. Objekten som revisorn granskar kan vara fysiska objekt som krediteringar på kontoutdrag eller monetära enheter. Revisorn väljer en viss mängd redovisningsposter i sitt sampel då det vore både opraktiskt och oekonomiskt för revisorn att granska den totala populationen. Det vore även tidsmässigt problematiskt för en revisor att se på hela populationen i stället för att ta ett urval.
Revisionsbyråer har olika policys som styr flera olika procedurer när det gäller urval. För att urvalsrisker inte skulle uppstå så måste revisorn se till att urvalet (sampeln) är tillräckligt stort och därmed representativ. Urvalsrisken minskas även med att revisorn har bekantat sig väl med företaget och granskar det med en skeptisk inställning. Revisorn måste ha en både professionell och skeptisk inställning gentemot företaget då företagsledningen kan försöka dölja sina misstag och företagets personal kan även försöka bedraga revisorn. Det finns även ett begrepp som icke urvalsrisk (non-sampling risk) vilken innebär att revisorn gör oriktiga slutsatser som beror på andra orsaker än de som är anknutna till urvalsrisk (sampling risk). 

## Oriktiga slutsatser och deras konsekvenser
Urvalsrisk kan leda till två sorters oriktiga slutsatser: 
1. Revisorn antar att kontrollerna fungerar effektivt medan de i verkligheten är ineffektiva.
2. Revisorn antar att kontrollerna fungerar ineffektivare än vad de i verkligheten gör.

Problem som kan uppstå som ett resultat av punkt 1 är bland annat oriktigt uttalande i revisionsberättelsen. Revisorn försöker främst undvika denna typens problem då revisorn under inga omständigheter vill ge ett felaktiga uttalande. Som ett resultat av punkt 2 kan problem som t.ex. ytterligare arbete uppstå. Denna ytterligare arbetsmängd uppstår som ett resultat av att revisorn fått fel uppfattning av kontrollernas effektivitet. Revisorn hamnar att göra ytterligare kontroller för att de tidigare fastställda slutsatserna var inkorrekta.

## Urvalsmetoder
Det finns olika sätt att uppta urvalsprov, till dessa räknas bland annat slumpmässigt urval, systematiskt urval, MUS (Monetary Unit Sampling), haphazard urval och klusterurval (block selection). Dessa fem olika urvalsmetoder delas in i två stora grupper. Dessa grupper är: Statistisk urval och Icke-statistiskt urval. Statistiskt urval innebär att man väljer slumpmässigt olika urval och att man använder sig av sannolikhetsteori för utvärdering av urvalsresultat. Till statistiskt urval räknas bland annat slumpmässigt urval, systematiskt urval och MUS (Monetary Unit Sampling). Icke-statistiskt urval baserar sig på revisorns omdöme och lämnar bort användningen av sannolikhetsteori. Till icke-statistiskt urval räknas haphazard sampling och klusterurval (block selection).
Statistiskt urval har tre fördelar: revisorn kan planera ett effektivt urval, mäta tillräckligheten av revisionsbevis och analysera resultaten. Statistiskt urval innebär även kostnader som uppstår av skolning av revisorer, planeringen av urval och valet av redovisningsposter att granska. Icke-statistiskt urval kan också ge tillräcklig revisionsbevis och revisorn kan därför välja mellan statistiska och icke-statistiska urval baserat på deras kostnader och effektivitet.
Enligt studie gjord av Christensen, Elder och Glover finns det tre olika tekniker för företag då de beaktar urvalsrisk. Första tekniken går ut på att man gör en bedömande utvärdering av urvalsrisken. Andra tekniken går ut på att revisorn granskar felaktigheter i hela bokföringen och ifall felaktigheterna överskrider 50 procent så förkastas populationen. Om felaktigheterna är mellan 0 och 50 procent av de tolererbara felaktigheterna så hamnar revisorn att bestämma sig över om hen fortsätter eller förkastar populationen. I den tredje tekniken så tar man summan av aktuella och projicerade felaktigheter och jämför dem med det förväntade och använder det som ett mått för framtida urval. Hjälpmedel som t.ex. tilläggsskolning kan användas för att förstå behovet av att beakta urvalsrisk då man utvärderar urvalsresultatet.

## Urvalsriskens utveckling
Under senaste 10 åren så har metoder och tekniker gällande revisions urval (provtagning) ändrats mycket som ett resultat av teknologisk utveckling och samtidigt har revisorns roll förändrats. Förr i tiden så var det mera upp till revisorn att välja hurdana urvalsmetoder hen ville använda. Numera finns det  regler som revisorn måste följa samt processen har blivit mera statistiskt och effektiv som ett resultat av datorer, programvaror och mera funktionella verktyg. 